# Ribbdyngbagge
Ribbdyngbagge (Heptaulacus sus) är en skalbaggsart som först beskrevs av Herbst 1783.  Ribbdyngbagge ingår i släktet Heptaulacus, och familjen bladhorningar. Enligt den svenska rödlistan är arten starkt hotad i Sverige. Arten förekommer i Götaland, Gotland och Öland. Artens livsmiljö är jordbrukslandskap.